# Eupithecia sclerata
Eupithecia sclerata är en fjärilsart som beskrevs av András Vojnits 1982. Eupithecia sclerata ingår i släktet Eupithecia och familjen mätare. Inga underarter finns listade i Catalogue of Life.